# Gerard
Gérard oder Gerard ist ein männlicher, französischer Vorname und Familienname. Er entspricht dem althochdeutschen Gerhard, die Bedeutung lautet somit in etwa „starker Speer“.

## Namensträger

### Vorname
- Gérard de Ridefort († 1189), Großmeister des Templerordens
- Gerard von Rouen († 1108), Lordkanzler und Siegelbewahrer von England und Erzbischof von York

- Gerard Butler (* 1969), schottischer Schauspieler
- Gérard Collomb (1947–2023), französischer Politiker
- Gérard Conte (1931–2012), französischer Jazzautor
- Gérard Depardieu (* 1948), französischer Schauspieler
- Gerard Deulofeu (* 1994), spanischer Fußballspieler
- Gerard Donovan (* 1959), irischer Schriftsteller
- Gérard Houllier (1947–2020), französischer Fußballspieler
- Gérard Jugnot (* 1951), französischer Schauspieler
- Gerard Labuda (1916–2010), polnischer Historiker
- Gérard Lefranc (1935–2025), französischer Fechter
- Gérard Lenorman (* 1945), französischer Sänger
- Gérard Meister (1889–1967), französischer Schwimmer
- Gerard Moll (1785–1838), niederländischer Mathematiker, Astronom und Physiker
- Gerard Mortier (1943–2014), belgischer Intendant und Festspielleiter
- Gérard de Nerval (1808–1855), französischer Schriftsteller
- Gérard Orth (1936–2023), französischer Virologe und Hochschullehrer
- Gérard Philipe (1922–1959), französischer Filmschauspieler
- Gerard Piqué (* 1987), spanischer Fußballspieler
- Gérard Abraham van Rijnberk (1874–1953), niederländischer Physiologe
- Gerard Riu (* 1999), spanischer Motorradrennfahrer
- Gerard de Rooy (* 1980), niederländischer Rennfahrer und Unternehmer
- Gérard de Rougemont († 1225), Bischof von Lausanne bzw. Erzbischof von Besançon
- Gerard Soest (≈1600–1681), englischer Maler
- Gérard de Villiers (1929–2013), französischer Schriftsteller
- Gerard de Vries (* 1969), niederländischer Fußballspieler
- Gerard Way (* 1977), US-amerikanischer Sänger der Band My Chemical Romance

### Familienname
- Alexander Gerard (Philosoph) (1728–1795), schottischer Philosoph und Theologe
- Alexander Gerard (Entdecker) (1792–1839), schottischer Entdecker
- Alexander Gérard (Architekt) (* 1949), deutscher Immobilien-Projektentwickler
- Andrés Gerard senior (* 1924), mexikanischer Segler
- Andrés Gerard junior (Andrés Gerard Contreras; * 1949), mexikanischer Segler
- Antoine Gérard (* 1995), französischer Nordischer Kombinierer
- Arnaud Gérard (* 1984), französischer Radrennfahrer
- Augustin Gérard (1857–1926), französischer General
- Balthasar Gérard (1562–1584), Mörder Wilhelms I. von Oranien-Nassau
- Bob Gerard (1914–1990), britischer Autorennfahrer
- Caitlin Gerard (* 1988), US-amerikanische Schauspielerin
- Célestin Gérard (1821–1885),  französischer Konstrukteur und Industrieller
- Charles Gérard (Maler) (1857–1932), belgischer Maler
- Charles Gérard (1922–2019), französischer Schauspieler und Filmregisseur
- Claire Gérard (1889–1971), belgische Schauspielerin
- Danyel Gérard (* 1939), französischer Schlagersänger und Komponist
- Derick Gerard, flämischer Komponist, siehe Dyricke Gerarde
- Dorothea Gerard (1855–1915), britisch-österreichische Autorin
- Eddie Gerard (1890–1937), kanadischer Eishockeyspieler und -trainer
- Emily Gerard (1849–1905), schottische Schriftstellerin
- Étienne-Maurice Gérard (1773–1852), französischer General und Staatsmann
- Francis Gérard-Kumleben (1901–1974), deutsch-französischer Journalist und Aktivist, siehe Gerhard Kumleben
- François Gérard (1770–1837), französischer Maler
- Fred Gérard (1924–2012), französischer Trompeter
- Gil Gerard (* 1943), US-amerikanischer Schauspieler
- Gilbert Gerard (1760–1815), schottischer Theologe
- Henri-Philippe Gérard (1760–1848), französischer Komponist
- James W. Gerard (1867–1951), US-amerikanischer Diplomat
- Jean Ignace Isidore Gérard, eigentlicher Name von Grandville (1803–1847), französischer Zeichner
- Joachim Gérard (* 1988), belgischer Rollstuhltennisspieler
- John Gerard (Botaniker) (1545–1612), englischer Botaniker
- John Gerard (Jesuit) (1564–1637), englischer Jesuitenpriester
- Joseph Gérard (1831–1914), französischer Missionar
- Louis Gérard (1733–1819), französischer Botaniker
- Louis Gérard (1899–2000), französischer Automobilrennfahrer
- Marguerite Gérard (1761–1837), französische Malerin und Radiererin
- Méline Gérard (* 1990), französische Fußballspielerin
- Michel Philippe-Gérard (1924–2014), französischer Orchesterleiter, Pianist, Dirigent, Komponist und Liedtexter
- Olivier Gérard (* 1973), französischer Komponist und Gitarrist
- Patrick Gérard (* 1961), französischer Mathematiker
- Philippe-Louis Gérard (1737–1813), französischer römisch-katholischer Geistlicher und Schriftsteller
- Ralph W. Gerard (1900–1974), US-amerikanischer Physiologe
- Redmond Gerard (* 2000), US-amerikanischer Snowboarder
- René Gérard (1894–1976), französischer Radrennfahrer
- René Gérard (1914–1987), französischer Fußballspieler
- Rolf Gérard (1909–2011), britischer Bühnenbildner und Maler
- Rosemonde Gérard (1866–1953), französische Dichterin
- Théodore Gérard (1829–1902), belgischer Maler, Radierer und Kunstpädagoge
- Vernon Gerard (1924–2022), neuseeländischer Geophysiker und Polarforscher
- Vincent Gérard (* 1986), französischer Handballspieler
- Yves Gérard (1932–2020), französischer Musikwissenschaftler

## Künstlername
- Gerard (* 1987), österreichischer Rapper

## Unternehmen
- Automobiles Gérard, ehemaliger französischer Automobilhersteller
- Gerard Coach, ehemaliger US-amerikanischer Automobilhersteller

## Sonstiges
- Gerard (Mondkrater), benannt nach Alexander Gerard (Entdecker)
- Gerard Bluffs, Felsenkliffs in der Ross Dependency, Antarktika